# White City Cemetery
Le cimetière « White City Cemetery » est un cimetière militaire britannique avec des soldats tombés pendant la Première Guerre mondiale situé à Bois-Grenier (Nord).
Ce petit cimetière est situé à presque un kilomètre au sud du centre du village, le long de la route de Radinghem-en-Weppes. Le cimetière a été conçu par Herbert Baker et est maintenu par la Commission des sépultures de guerre du Commonwealth. Sur le côté sud se trouve la Croix du Sacrifice.

## Histoire
Bois-Grenier était pendant la guerre près du front, il a passé la majeure partie de la guerre aux mains des Alliés. Le cimetière a été utilisé par les unités de combat de octobre 1914 à décembre de 1915.
92 Britanniques sont enterrés, dont 9 qui n'ont pas pu être identifiés. Il y a aussi trois Allemands enterrés.

## Victimes
| Pays        | Victimes |
| ----------- | -------- |
| Royaume-Uni | 89       |
| Allemagne   | 3        |
| Total       | 92       |

## Coordonnées GPS
50° 38′ 31″ nord, 2° 52′ 47″ est